# Новотроїцьке (Мокроусовський округ)
Новотро́їцьке (рос. Новотроицкое) — присілок у складі Мокроусовського округу Курганської області, Росія.
Населення — 201 особа (2010, 282 у 2002).
Національний склад станом на 2002 рік:
- росіяни — 95 %